# Мусо Синдэн Эйсин-рю
Мусо Синдэн Эйсин-рю (яп. 無雙神傳英信流抜刀兵法) — древняя школа иайдзюцу, классическое боевое искусство Японии, основанное в конце 1500-х годов мастером по имени Хаясидзаки Дзинсукэ Сигэнобу.

## История
Школа Мусо Синдэн Эйсин-рю была основана в конце 1500-х годов мастером по имени Хаясидзаки Дзинсукэ Сигэнобу (яп. 林崎甚助 (重信)).

## Генеалогия
Линия передачи традиций школы Мусо Синдэн Эйсин-рю выглядит следующим образом:
1. Хаясидзаки Дзинсукэ Минамото-но Сигэнобу (1546 — 1621), основатель;
2. Тамия Хэйбэй Наримаса, основал школу Тамия-рю;
3. Нагано Мураку-нюдо Кинросай;
4. Момо Гунбэй Митусигэ;
5. Арикава Сёдзаэмон Mунэтугу;
6. Банно Данэмон Нобусада;
7. Хасэгава Тикараносукэ Эйсин, основал школу Хасэгава Эйсин-рю;
8. Араи Хэйсаку Нобусада (Араи Сэйтэцу);
9. Хаяси Рокудаю Моримаса (1661 — 1732);
10. Хаяси Ясудаю Масаси (? — 1776);
11. Огуро Мотоэмон Киёкацу (? — 1790);
12. Ёсимацу Ядзаэмон Хисамори;
13. Ямакава Кюдзо Ёсимаса;
14. Симомура Моити Садаму;
15. Хосокава Ёсимаса;
16. Уэда Хэётаро;
17. Огата Гоити;
18. Умэмото Мицуо;
19. Моримото Кунио, основал Кан о-кан в 1996 году.